# John Hancock (naturalista)
John Hancock  (1808- 1890), naturalista, ornitólogo, taxidermista y arquitecto paisajista inglés. Es considerado el padre de la moderna taxidermia.
Hancock nace en Newcastle upon Tyne y se educa en la  Real Escuela de Gramática. Fue mentor y tutor del celebrado ornitólogo y pintor de aves, Allan Brooks.
En 1874, publica su Catalogue of the Birds of Northumberland & Durham.
En 1847 edita la edición de Thomas Bewick de Aves. En 1868 planea una exposición florística de Newcastle Town Moor, que solo parcialmente realiza. En 1875 se le sugiere preparar un plan botánico para el "Parque Saltwell", pero la declina debido a la presión de trabajo.
John Hancock era hermano del naturalista Albany Hancock. Los Hnos. vivían con su hermana, Mary Jane, en la calle 4 St. Mary’s Terrace, Newcastle, hoy parte del Área Histórica de la calle 14-20 Great North.

## Honores
El Museo Hancock en Newcastle upon Tyne fue nombrado así en honor a los Hnos. Hancock, donde ambos tuvieron parte en llevar a cabo su construcción. El museo contiene muchos especímenes de sus colecciones.
- La abreviatura «J.Hancock» se emplea para indicar a John Hancock como autoridad en la descripción y clasificación científica de los vegetales.[2]

## Abreviatura (zoología)
La abreviatura J.Hancock  se emplea para indicar a John Hancock como autoridad en la descripción y taxonomía en zoología.